# Berardenga

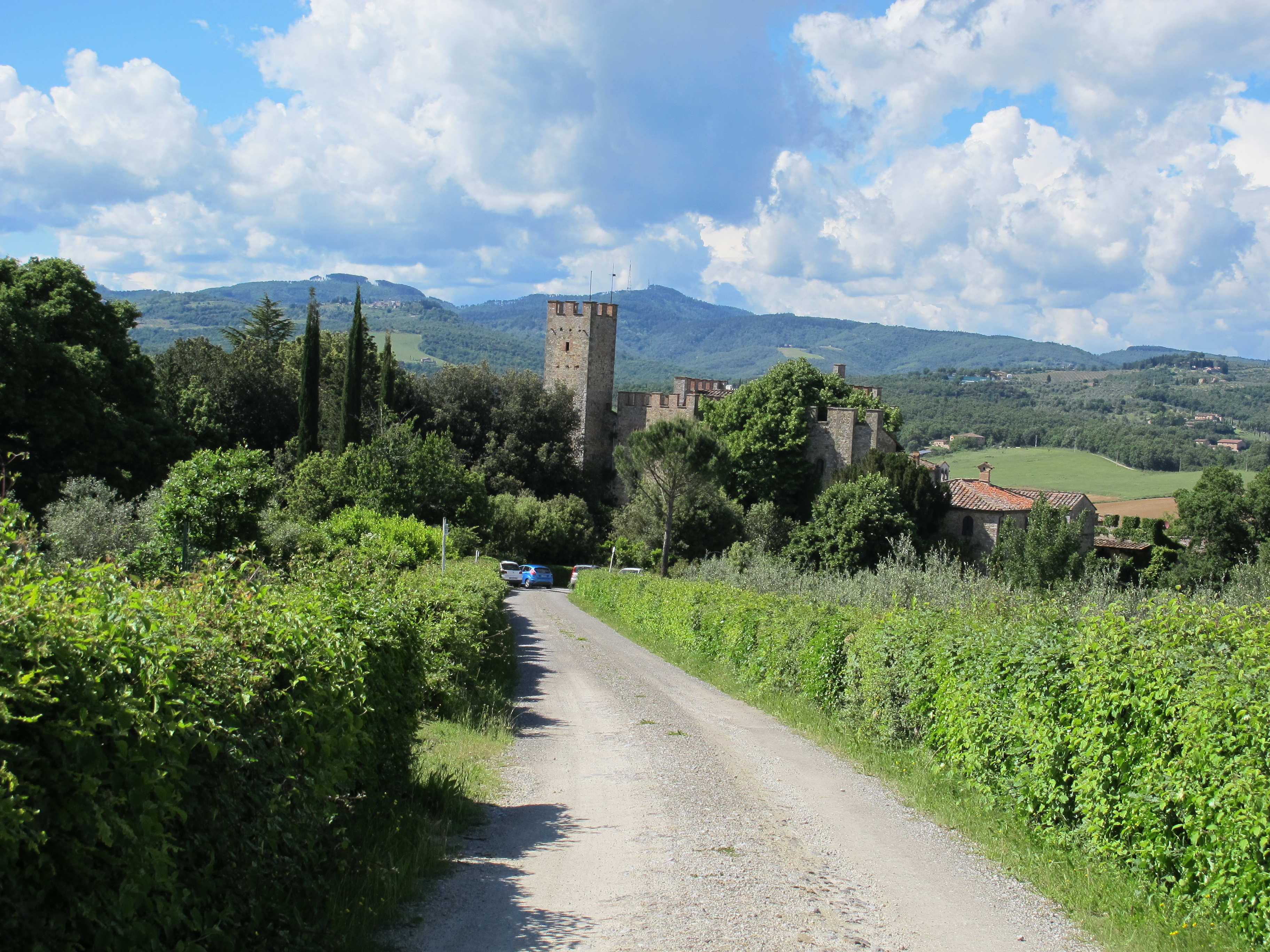
Il castello di Montalto in Chianti dei conti della Berardenga.

La Berardenga è una subregione storica della Toscana, situata nella parte orientale della provincia di Siena, ingloba territori del Chianti e della Crete senesi «tra le sorgenti del torrente Bozzone e quelle dell'Ambra, fra il Chianti alto e il fiume Biena sino alle Taverne d'Arbia».
(Emanuele Repetti, Dizionario Geografico Fisico Storico della Toscana, 1833)

## Storia
Il suo nome deriva da un Berardo di origine salica  vissuto nell'IX secolo, ricordato in una donazione fatta all'abbazia di Fontebona.
Berardo, figlio di Wiginisio, era membro di una famiglia comitale detta Berardenga o Berardenghi, che resse per alcuni secoli questi territori, dalla quale, per tradizione o attraverso prove documentali, si fanno discendere alcune storiche famiglie senesi, tra le quali gli Ugurgieri, i Cacciaconti, i Bandinelli e i Cerretani o Certani.
Alcune località del Senese riportano ancora oggi il nome della Berardenga nel proprio toponimo: Castelnuovo Berardenga, Montalto Berardenga, Monte Luco della Berardenga, frazione del comune di Gaiole in Chianti.